# Esfera de fotones

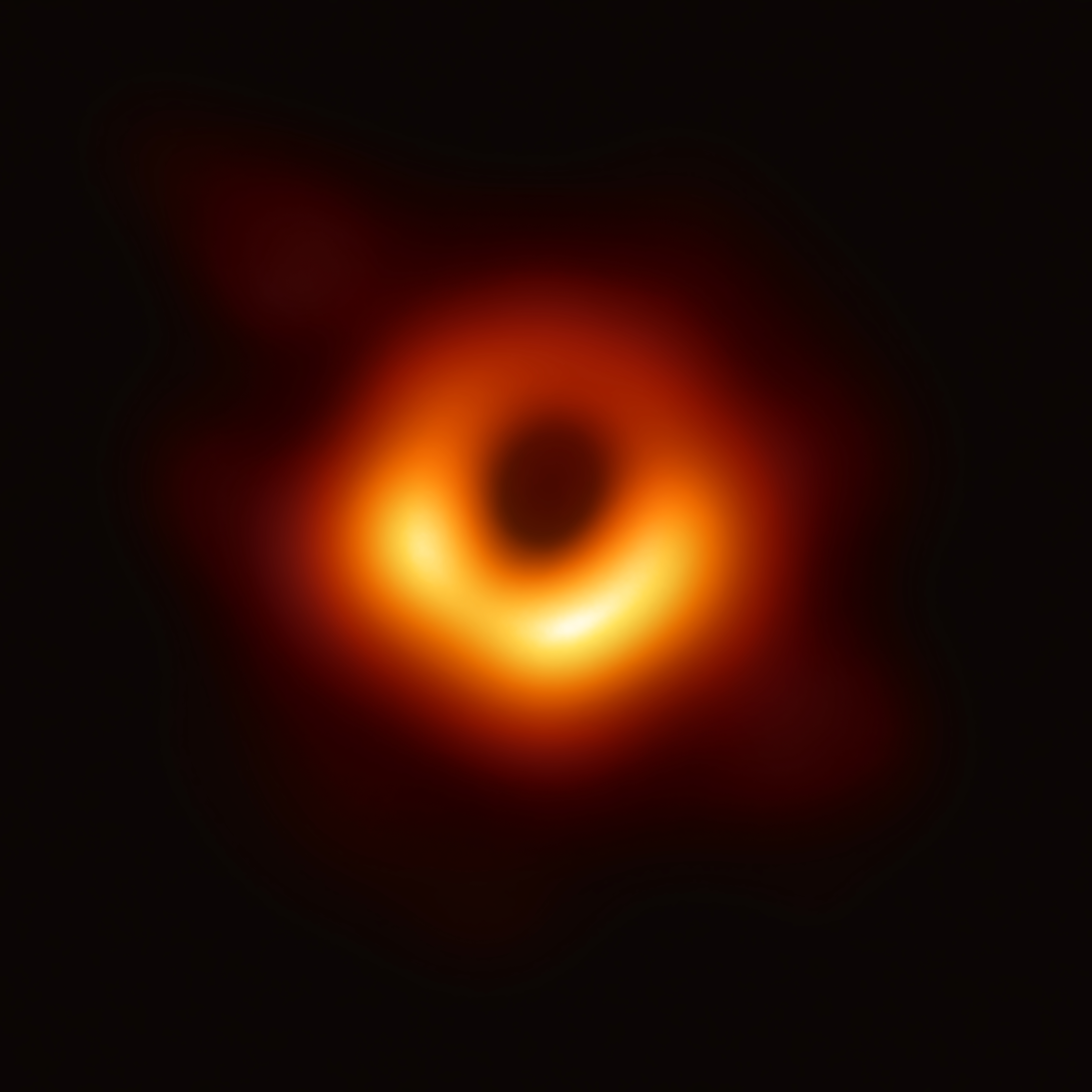
Emisión de radio del disco de acreción que rodea al agujero negro supermasivo M87* (capturado en 2017, calculado en 2019) según la imagen del telescopio del horizonte de sucesos. La esfera de fotones se encuentra dentro de la sombra oscura (que tiene un radio de 2.6 veces el radio de Schwarzschild).

Una esfera de fotones es un área o región del espacio donde la gravedad es tan fuerte que los fotones se ven obligados a viajar en órbitas. El radio de la esfera de fotones, que también es el límite inferior de cualquier órbita estable, es, para un agujero negro de Schwarzschild:
{\displaystyle r={\frac {3GM}{c^{2}}}={\frac {3r_{\rm {s}}}{2}}}
donde G es la constante gravitacional, M es la masa del agujero negro y c es la velocidad de la luz en el vacío y rs es el radio de Schwarzschild (el radio del horizonte de sucesos). Esta ecuación implica que las esferas de fotones solo pueden existir en el espacio que rodea a un objeto extremadamente compacto (un agujero negro o posiblemente una estrella de neutrones «ultracompacta»).
La esfera de fotones está ubicada más lejos del centro de un agujero negro que el horizonte de sucesos. Dentro de una esfera de fotones, es posible imaginar un fotón que se emite desde la parte posterior de la cabeza, orbitando el agujero negro, solo entonces para ser interceptado por los ojos de la persona, lo que le permite a uno ver la parte posterior de la cabeza. Para los agujeros negros que no giran, la esfera de fotones es una esfera de radio 3/2 rs. No hay órbitas estables de caída libre que existan dentro o crucen la esfera de fotones. Cualquier órbita de caída libre que la cruza desde el exterior entra en espiral hacia el agujero negro. Cualquier órbita que la cruce desde el interior escapa al infinito o vuelve a caer y entra en espiral en el agujero negro. No es posible una órbita no acelerada con un semieje mayor menor que esta distancia, pero dentro de la esfera de fotones, una aceleración constante permitirá que una nave espacial o una sonda flote sobre el horizonte de sucesos.
Otra propiedad de la esfera de fotones es la inversión de la fuerza centrífuga (no centrípeta). Fuera de la esfera de fotones, cuanto más rápido orbita uno, mayor es la fuerza exterior que uno siente. La fuerza centrífuga cae a cero en la esfera de fotones, incluidas las órbitas sin caída libre a cualquier velocidad, es decir, uno pesa lo mismo sin importar qué tan rápido orbite, y se vuelve negativo dentro de ella. Dentro de la esfera de fotones, cuanto más rápido orbitas, mayor es el peso sentido o la fuerza hacia adentro. Esto tiene serias ramificaciones para la dinámica de fluidos del flujo de fluidos hacia adentro.
Un agujero negro en rotación tiene dos esferas de fotones. Cuando un agujero negro gira, arrastra espacio con él. La esfera de fotones que está más cerca del agujero negro se mueve en la misma dirección que la rotación, mientras que la esfera de fotones más alejada se mueve contra ella. Cuanto mayor sea la velocidad angular de rotación de un agujero negro, mayor será la distancia entre las dos esferas de fotones. Dado que el agujero negro tiene un eje de rotación, esto solo es cierto si se acerca al agujero negro en la dirección del ecuador. Si se acerca en un ángulo diferente, como uno de los polos del agujero negro al ecuador, solo hay una esfera de fotones. Esto se debe a que al acercarse en este ángulo no existe la posibilidad de viajar a favor o en contra de la rotación.

## Órbitas de fotones alrededor de un agujero negro de Kerr
A diferencia de un agujero negro de Schwarzschild, un agujero negro de Kerr (de rotación) no tiene simetría esférica, sino solo un eje de simetría, lo que tiene profundas consecuencias para las órbitas de los fotones. Una órbita circular solo puede existir en el plano ecuatorial, y hay dos de ellas (prograda y retrógrada), con diferentes radios de Boyer-Lindquist,
{\textstyle r_{\pm }^{\circ }=r_{\rm {s}}\ \left[1+\cos \left({\frac {2}{3}}\arccos \left({\frac {\pm |a|}{M}}\right)\right)\right],}
donde {\displaystyle a=J/M} es el momento angular por unidad de masa del agujero negro. Existen otras órbitas de radio de coordenadas constantes, pero tienen trayectorias más complicadas que oscilan en latitud alrededor del ecuador.